# Т-70 (трактор)
Т-70 — универсально-пропашной гусеничный трактор, тягового класса 2 тс, предназначенный для возделывания винограда (Т-70В) и сахарной свёклы 
(Т-70С).
Изготовитель — Кишинёвский тракторный завод, начало серийного производства — с 1975 года.
Трактор предназначен для выполнения в агрегате с навесными, полунавесными и прицепными гидрофицированными машинами всего комплекса работ по возделыванию сахарной свеклы, высеваемой с междурядьями 450 и 600 мм, и других пропашных культур. Может использоваться на работах общего назначения.

## Конструкция
Создан на базе трактора МТЗ-80. На тракторе установлен четырехцилиндровый четырехтактный дизельный двигатель Д-241Л с непосредственным впрыском топлива и жидкостным охлаждением. Запуск основного двигателя с места водителя при помощи пускового двигателя с электростартером.
Остов трактора состоит из полурамы, выполненной из двух лонжеронов, связанных между собой передним брусом, и корпусов: главной муфты сцепления, КПП, заднего моста, конечных передач. Спереди и сзади он подрессорен четырьмя круглыми поперечно расположенными торсионами (по два спереди и сзади).
Муфта главного сцепления фрикционная, однодисковая, сухая, постоянно замкнутая, соединена с первичным валом КПП зубчатой муфтой. Управляют муфтой сцепления при помощи педали. Для снижения усилия на педаль в систему управления муфтой сцепления включен гидроусилитель.
Коробка перемены передач механическая восьмиступенчатая.
Задний мост включает в себя главную коническую передачу, механизм поворота, ленточные тормоза и редуктор ВОМ. Механизм поворота трактора представляет собой сухие многодисковые муфты фрикционного типа, установленные на шлицах вала заднего моста.
Тормоза сухие, ленточные, плавающего типа (по одному на борт) позволяют тормозить трактор как при переднем, так и заднем ходе. Муфтами поворота управляют при помощи рычагов, а тормозами — при помощи педалей. Для снижения усилий на рычаги в систему управления муфтами поворота включены гидроусилители.
По обеим сторонам корпуса заднего моста расположены две конечные передачи. Каждая из них представляет собой двухступенчатый редуктор с размещением ступеней в самостоятельных корпусах.
Ходовая часть трактора состоит из гусеничных тележек, поддерживающих роликов, ведущих и направляющих колес, гусеничных цепей и подвески.
Гусеничные тележки выполнены из полых лонжеронов прямоугольного сечения. К ним консольно крепят опорные катки (по пять к каждой тележке) и направляющие колеса, вращающиеся на конических подшипниках. Смазка опорных катков централизованная. Резервуаром для смазки служит полость лонжеронов.
Подвеска трактора включает в себя переднюю и заднюю трубы, рычаги шарниров и упругие элементы. Упругие элементы — круглые торсионы, расположенные в трубах.
При возделывании и уборке сахарной свеклы и других пропашных культур применяют гусеничные цепи с шириной звена 200 мм. В звенья запрессованы сменные разрезные втулки, которые при износе можно перепрессовывать и поворачивать на 180°.
Для выполнения работ общего назначения трактор комплектуется гусеничной цепью шириной 300 мм.
На тракторе установлен задний ВОМ, имеющий независимый и синхронный приводы. Независимый привод осуществляется от коленчатого вала дизеля через двухскоростной редуктор, расположенный в корпусе муфты сцепления и позволяющий получать две скорости вращения.
Трактор снабжен двумя сменными хвостовиками. Один из них (с восемью прямыми шлицами) устанавливают при работе ВОМ с частотой вращения 540 об/мин, второй (с двадцатью одним эвольвентным шлицем) — при работе с частотой вращения 1000 об/мин. Синхронный — 5,34 оборота на 1 м пути.
Трактор оборудован раздельно-агрегатной гидросистемой, механизмом задней навески с автосцепкой для присоединения навесных и полунавесных сельскохозяйственных машин. Прицепные машины присоединяют при помощи прицепного устройства, устанавливаемого на задние концы продольных тяг механизма навески.
Кабина металлическая, закрытого типа, с двумя сиденьями (одно сиденье регулируется по массе и росту водителя), воздухоохладителем, отопителем, стеклоочистителями, зеркало заднего вида, противосолнечными козырьками. В ней имеются термос для питьевой воды, аптечка, крючки для одежды.
Для прогрева двигателя перед его пуском при температуре окружающего воздуха ниже −5°С на тракторе предусмотрен предпусковой подогреватель П16Е.

### Характеристики
| Модель                               | Т-70               |
| ------------------------------------ | ------------------ |
| Марка двигателя                      | Д-240              |
| Мощность, л.с. (кВт)                 | 78 (57,4)          |
| Расход топлива, г/э. л. с. ч.        | 190                |
| Емкость топливного бака, л           | 160                |
| Габариты, мм длина х ширина х высота | 3300 х 1650 х 2970 |
| Масса, кг                            | 4180               |